# Maria Salviati
Maria Romola Salviati (Firenze, 17 luglio 1499 – Villa di Castello, 12 dicembre 1543) fu moglie di Giovanni de' Medici (il celebre condottiero Giovanni delle Bande Nere) e madre di Cosimo I de' Medici, il patriarca del ramo granducale dei Medici. Il suo matrimonio fu particolarmente importante, perché per suo tramite si riunirono il ramo principale e quello popolano o cadetto della famiglia de' Medici; per questo motivo il loro figlio Cosimo venne chiamato a guidare Firenze dopo la scomparsa del Duca Alessandro de' Medici e l'estinzione del ramo primigenio, dando così vita al ramo granducale della dinastia.

## Biografia
Era figlia di Lucrezia de' Medici e Jacopo Salviati (e quindi sorella di Francesca Salviati e dei cardinali Giovanni e Bernardo Salviati), per cui il suo matrimonio (15 novembre 1516) segnò il ricongiungersi dei due rami della casata medicea: quello dei Popolani, da cui proveniva suo marito, e quello principale, detto anche di Cafaggiolo, dal quale proveniva sua madre Lucrezia, poiché figlia a sua volta di Lorenzo il Magnifico.
Con l'estinzione del ramo principale, dopo l'assassinio del Duca Alessandro, già figlio naturale di discendenza incerta, che aveva avuto solo figli nati fuori dal matrimonio e quindi di sangue ancora più incerto, la guida di Firenze sembrò scivolata definitivamente via alla presa dei Medici e già si parlava di un possibile ritorno alla Repubblica o anche di un'annessione alla Spagna, quando ecco che fu individuato il figlio di Giovanni e Maria, il diciottenne Cosimo, che divenne poi il primo Granduca di Toscana con il nome di Cosimo I de' Medici.
Di lei esistono almeno due ritratti eseguiti da Jacopo Pontormo, uno dei quali è agli Uffizi (ritratta in tarda età) e uno a Baltimora, dove è ritratta accanto al figlio Cosimo, probabilmente il primo dei ritratti doppi che tanto successo ebbero alla corte medicea (si pensi alle tavole di Agnolo Bronzino con Eleonora di Toledo e i figli). In entrambi è vestita di nero vedovile, in quanto suo marito era morto per la gangrena di ferite riportate in battaglia, nel 1526. In particolare il ritratto più antico, quello con il piccolo Cosimo, fu commissionato da Cosimo stesso nel 1537, quando era già salito al potere, e rappresenta la sua legittimazione politica: fu scelta come epoca del ritratto il momento della morte del padre (quando lui aveva sette anni) e si fece raffigurare con un raffinato gioco di mani che lo intrecciavano alla madre, sottolineando il legame con lei, poiché imparentata con il ramo primario dei Medici. Alcuni però, notando i tratti femminili del bambino, ipotizzano che si tratti invece di Giulia de' Medici, sua cugina, adottata di fatto dalla famiglia di Cosimo dopo la morte di suo padre, il Duca Alessandro.
Nel 1857, durante una prima ricognizione delle salme dei Medici, così venne ritrovato il suo corpo: 

## Attività nella medicina preventiva
Alcuni studi hanno evidenziato che Maria Salviati ha avuto un ruolo attivo nello sviluppo della medicina preventiva.

## Ascendenza
|                     |                  |                      | Genitori                   |  |  | Nonni |  |  | Bisnonni          |  |  | Trisnonni       |  |
|                     |                  |                      |                            |  |  |       |  |  | Alamanno Salviati |  |  | Jacopo Salviati |  |
|                     |                  |                      |                            |  |  |       |  |  | Alamanno Salviati |  |  | Jacopo Salviati |  |
|                     |                  | Albiera Gucci        |                            |  |  |       |  |  | Alamanno Salviati |  |  |                 |  |
| Giovanni Salviati   |                  |                      |                            |  |  |       |  |  | Alamanno Salviati |  |  |                 |  |
|                     |                  | Caterina de' Medici  | Averardo de' Medici        |  |  |       |  |  |                   |  |  |                 |  |
|                     |                  | Caterina de' Medici  | Averardo de' Medici        |  |  |       |  |  |                   |  |  |                 |  |
|                     |                  | Caterina de' Medici  | Maddalena Monaldi          |  |  |       |  |  |                   |  |  |                 |  |
| Jacopo Salviati     |                  | Caterina de' Medici  |                            |  |  |       |  |  |                   |  |  |                 |  |
|                     |                  | Simone Gondi         | Silvestro Gondi            |  |  |       |  |  |                   |  |  |                 |  |
|                     |                  | Simone Gondi         | Silvestro Gondi            |  |  |       |  |  |                   |  |  |                 |  |
|                     |                  | Simone Gondi         | Alessandra Donati          |  |  |       |  |  |                   |  |  |                 |  |
| Elena Gondi         |                  | Simone Gondi         |                            |  |  |       |  |  |                   |  |  |                 |  |
|                     |                  | Maria Buondelmonti   | Simone Buondelmonti        |  |  |       |  |  |                   |  |  |                 |  |
|                     |                  | Maria Buondelmonti   | Simone Buondelmonti        |  |  |       |  |  |                   |  |  |                 |  |
|                     |                  | Maria Buondelmonti   | …                          |  |  |       |  |  |                   |  |  |                 |  |
| Maria Salviati      |                  | Maria Buondelmonti   |                            |  |  |       |  |  |                   |  |  |                 |  |
|                     | Piero de' Medici | Cosimo de' Medici    |                            |  |  |       |  |  |                   |  |  |                 |  |
|                     | Piero de' Medici | Cosimo de' Medici    |                            |  |  |       |  |  |                   |  |  |                 |  |
|                     | Piero de' Medici | Contessina de' Bardi |                            |  |  |       |  |  |                   |  |  |                 |  |
| Lorenzo de' Medici  | Piero de' Medici |                      |                            |  |  |       |  |  |                   |  |  |                 |  |
|                     |                  | Lucrezia Tornabuoni  | Francesco Tornabuoni       |  |  |       |  |  |                   |  |  |                 |  |
|                     |                  | Lucrezia Tornabuoni  | Francesco Tornabuoni       |  |  |       |  |  |                   |  |  |                 |  |
|                     |                  | Lucrezia Tornabuoni  | Selvaggia degli Alessandri |  |  |       |  |  |                   |  |  |                 |  |
| Lucrezia de' Medici |                  | Lucrezia Tornabuoni  |                            |  |  |       |  |  |                   |  |  |                 |  |
|                     |                  | Jacopo Orsini        | Orso Orsini                |  |  |       |  |  |                   |  |  |                 |  |
|                     |                  | Jacopo Orsini        | Orso Orsini                |  |  |       |  |  |                   |  |  |                 |  |
|                     |                  | Jacopo Orsini        | Lucrezia Conti             |  |  |       |  |  |                   |  |  |                 |  |
| Clarice Orsini      |                  | Jacopo Orsini        |                            |  |  |       |  |  |                   |  |  |                 |  |
|                     |                  | Maddalena Orsini     | Carlo Orsini               |  |  |       |  |  |                   |  |  |                 |  |
|                     |                  | Maddalena Orsini     | Carlo Orsini               |  |  |       |  |  |                   |  |  |                 |  |
|                     |                  | Maddalena Orsini     | Paola Orsini               |  |  |       |  |  |                   |  |  |                 |  |
|                     |                  | Maddalena Orsini     |                            |  |  |       |  |  |                   |  |  |                 |  |